# Симметрическая группа

Граф Кэли симметрической группы S_{4}

Таблица Кэли симметрической группы S_{3}
(таблица умножения матриц перестановок)
Имеются следующие позиции шести матриц:
Таблица несимметрична относительно главной диагонали, то есть группа не абелева.

Симметрическая группа — группа всех перестановок заданного множества {\displaystyle X} (то есть биекций {\displaystyle X\to X}) относительно операции композиции.
Симметрическая группа множества {\displaystyle X} обычно обозначается {\displaystyle S(X)}. Если {\displaystyle X=\{1,2,...,n\}}, то {\displaystyle S(X)} также обозначается через {\displaystyle S_{n}}. Поскольку для равномощных множеств ({\displaystyle |X|=|Y|}) изоморфны и их группы перестановок ({\displaystyle S(X)\cong S(Y)}), то для конечной группы порядка {\displaystyle n} группу её перестановок отождествляют с {\displaystyle S_{n}}.
Нейтральным элементом в симметрической группе является тождественная перестановка {\displaystyle \mathrm {id} (x)=x}.

## Группы перестановок
Хотя обычно группой перестановок (или подстановок) называют саму симметрическую группу, иногда, особенно в англоязычной литературе, группами перестановок множества {\displaystyle X} называют подгруппы симметрической группы {\displaystyle S(X)}. Степенью группы в таком случае называется мощность {\displaystyle X}.
Каждая конечная группа {\displaystyle G} изоморфна некоторой подгруппе группы {\displaystyle S(G)} (теорема Кэли).

## Свойства
Число элементов симметрической группы для конечного множества равно числу перестановок элементов, то есть факториалу мощности: {\displaystyle |S_{n}|=n!}. При {\displaystyle n\geqslant 3} симметрическая группа {\displaystyle S_{n}} некоммутативна.
Симметрическая группа {\displaystyle S_{n}} допускает следующее задание:
{\displaystyle \langle \sigma _{1},\sigma _{2},\dots ,\sigma _{n-1}|\sigma _{i}^{2},(\sigma _{i}\sigma _{i+1})^{3},\sigma _{i}\sigma _{j}=\sigma _{j}\sigma _{i}\ {\text{if}}\ |i-j|>1\rangle }.
Можно считать, что {\displaystyle \sigma _{i}} переставляет {\displaystyle i} и {\displaystyle i+1}. Максимальный порядок элементов группы {\displaystyle S_{n}} — функция Ландау.
Группы {\displaystyle S_{1},S_{2},S_{3},S_{4}} разрешимы, при {\displaystyle n\geqslant 5} симметрическая группа {\displaystyle S_{n}} является неразрешимой.
Симметрическая группа является совершенной (то есть отображение сопряжения является изоморфизмом) тогда и только тогда, когда её порядок отличен от 2 и 6 (теорема Гёльдера). В случае {\displaystyle n=6} группа {\displaystyle S_{6}} имеет ещё один внешний автоморфизм. В силу этого и предыдущего свойства при {\displaystyle n\geqslant 3,n\neq 6} все автоморфизмы {\displaystyle S_{n}} являются внутренними, то есть каждый автоморфизм {\displaystyle \alpha (x)} имеет вид {\displaystyle g^{-1}xg} для некоторого {\displaystyle g\in S_{n}}.
Число классов сопряжённых элементов симметрической группы {\displaystyle S_{n}} равно числу разбиений числа {\displaystyle n}. Множество транспозиций {\displaystyle (12),(23),...,(n-1\ n)} является порождающим множеством {\displaystyle S_{n}}. С другой стороны, все эти транспозиции порождаются всего двумя перестановками {\displaystyle (12),(12...n)}, так что минимальное число образующих симметрической группы равно двум.
Центр симметрической группы тривиален при {\displaystyle n\geqslant 3}. Коммутантом {\displaystyle S_{n}} является знакопеременная группа {\displaystyle A_{n}}; причём при {\displaystyle n\neq 4} {\displaystyle A_{n}} — единственная нетривиальная нормальная подгруппа {\displaystyle S_{n}}, а {\displaystyle S_{4}} имеет ещё одну нормальную подгруппу — четверную группу Клейна.

## Представления
Любая подгруппа {\displaystyle G} группы перестановок {\displaystyle S_{n}} представима группой матриц из {\displaystyle SL(n,\mathbb {Z} )}, при этом каждой перестановке {\displaystyle \pi :i\to \pi (i)} соответствует перестановочная матрица (матрица, у которой все элементы в ячейках {\displaystyle (i,\pi (i))} равны 1, а прочие элементы равны нулю); например, перестановка {\displaystyle (231)} представляется следующей матрицей {\displaystyle 3\times 3}:
{\displaystyle {\begin{pmatrix}0&1&0\\0&0&1\\1&0&0\end{pmatrix}}}
Подгруппа такой группы, составленная из матриц с определителем, равным 1, изоморфна знакопеременной группе {\displaystyle A_{n}}.
Существуют и другие представления симметрических групп, например, группа симметрии (состоящая из вращений и отражений) додекаэдра изоморфна {\displaystyle S_{5}}, а группа вращений куба изоморфна {\displaystyle S_{4}}.